# Richard Dunne
Richard Patrick Dunne (* 21. September 1979 in Dublin) ist ein ehemaliger irischer Fußballspieler. Der stämmige Innenverteidiger absolvierte während seiner neun Jahre für Manchester City 352 Pflichtspiele, war ab 2005 Kapitän der „Citizens“ und stand ab September 2009 bei Aston Villa unter Vertrag. Größte Erfolge auf Vereinsebene waren 2002 der Premier-League-Aufstieg als Zweitligameister, 2010 die Finalteilnahme im Ligapokal und für ihn persönlich die Wahl 2010 in die Premier-League-Mannschaft des Jahres. Ab dem Jahr 2000 war er zudem irischer Nationalspieler und nahm an der Weltmeisterschaft 2002 in Japan und Südkorea sowie der Europameisterschaft 2012 in Polen und der Ukraine teil.

## Profikarriere

### Im Verein

#### FC Everton (1996–2000)
Bereits vor seinem 16. Geburtstag war Dunne knapp 1,90 Meter groß und fast 90 Kilogramm schwer und so verwunderte es nicht, dass in ihm weniger ein filigraner Fußballtechniker schlummerte, als ein körperbetonter Abwehrspieler. Er war zudem der erste irische Nachwuchsspieler, den der FC Everton im Rahmen seines neuen Kooperationsvertrag mit dem irischen Home Farm Football Club entdeckte und sukzessive an die erste Mannschaft heranführte. Als damals jüngster Everton-Akteur in der Vereinsgeschichte bestritt er im Alter von 17 Jahren und 106 Tagen ein Pflichtspiel gegen Swindon Town im FA Cup und nach weiteren Bewährungsproben – darunter ein „Merseyside-Derby“ gegen den FC Liverpool – entschloss sich die Vereinsführung um Trainer Joe Royle dazu, den Ausbildungs- in einen über fünf Jahre laufenden Profivertrag zu ändern. Obwohl Dunne weiter im Kader der A-Mannschaft verblieb und drei Premier-League-Einsätze unter dem neuen Trainer Howard Kendall verzeichnete, gewann er parallel in der Saison 1997/98 mit dem Nachwuchsteam den FA Youth Cup, stellte mit Zweikampfhärte und Führungsstärke seine Qualitäten im Abwehrzentrum unter Beweis und bewegte sich gemessen an seiner Körpergröße verhältnismäßig schnell.
Von dem Europameisterschaftserfolg mit der irischen U-18-Nationalmannschaft kehrte Dunne mit einer Fußverletzung zurück, überraschte dann aber in der Spielzeit 1998/99 mit zuverlässigen Darbietungen auf der ungewohnten rechten offensiven Außenverteidigerposition, die er mit 31 Einsätzen in der Saison 1999/2000 – bei gelegentlichen Auftritten in der Innenverteidigung – manifestierte. Diesen Fortschritten standen jedoch Probleme hinsichtlich seines „Strafenregisters“ entgegen, das ihm am Ende eine Sperre von fünf Spielen für den Beginn der folgenden Saison einbrachte. Bis Mitte Oktober 2000 lief er schließlich in nur noch vier Pflichtspielen für die „Toffees“ aus, bevor es ihn zu seinem alten Trainer Joe Royle zu Manchester City zog, der für den Transfer eine Ablösesumme von drei Millionen Pfund zahlte.

#### Manchester City (2000–2009)

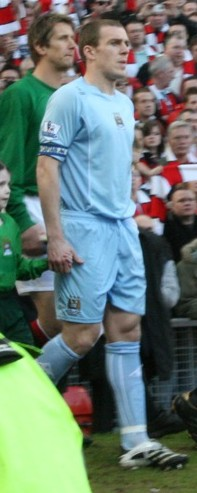
Dunne im Trikot von Manchester City (2008)

In Manchester debütierte Dunne am 23. Oktober 2000 beim FC Southampton (2:0) als Außenverteidiger, aber schon bald zeigten sich seine Qualitäten in der Innenverteidigung, wo er sich einen Stammplatz neben Steve Howey erarbeitete. Dessen ungeachtet endete die Spielzeit ernüchternd mit dem Abstieg aus der Premier League, was auch die Entlassung von Royle nach sich zog.
Mit Royles Nachfolger Kevin Keegan fand Dunne lange keinen gemeinsamen Nenner. Zwar gelang auf Anhieb die Rückkehr in die Premier League, bei dem Dunne zeitweise offensiv mit häufigen Flanken in den gegnerischen Strafraum agierte, aber zu Beginn der Saison 2002/03 nahmen die Probleme zu. Dunne fand sich häufiger auf der Ersatzbank wieder, reagierte darauf mit einer Reihe von Undiszipliniertheiten und befand sich zunehmend in schlechter Fitness. Dies ging so weit, dass Keegan einen Spezialisten anheuerte, der Dunne schließlich wieder in den gewünschten Zustand versetzte und dafür sorgte, dass sich dieser mit 25 Premier-League-Spielen wieder positiv zurückmeldete. Zum Ende der Spielzeit 2003/04 hatte er zunehmend mit Leistenproblemen zu kämpfen, aber nach einer Operation kehrte er in der folgenden Saison 2004/05 mit so guten Leistungen an der Seite von Innenverteidigerpartner Sylvain Distin zurück, dass er am Ende sogar die vereinsinterne Auszeichnung zum besten Spieler erhielt – auch ungeachtet dessen, dass er zwei Eigentore verschuldet hatte.
Zunehmend gereift und mit Stuart Pearce unter neuer sportlicher Leitung verteidigte Dunne in den folgenden Spielzeiten jeweils den Titel der eigenen Anhänger, war nun endgültig Schlüsselspieler in der Mannschaft und erzielte in der Saison 2005/06 mit drei Toren seine beste Jahresausbeute für Manchester City. Eine weitere „Belohnung“ erfolgte insofern, dass Pearce Dunne zu Beginn der Saison 2006/07 zum Mannschaftsführer beförderte, und der frischgebackene Kapitän stand in allen Spielen über die gesamten 90 Minuten auf dem Feld. Weitere Höhepunkte waren in der Saison 2007/08 die beiden Siege gegen Lokalrivale Manchester United, als sich Dunne vor allem beim 2:1-Auswärtserfolg als „Fels in der Brandung“ präsentierte, und an seinem 29. Geburtstag ein (seltenes) Tor beim 6:0-Sieg gegen den FC Portsmouth. In seiner letzten vollständigen Saison für die Citizens kassierte er zudem drei rote Karten, von denen eine in eine Fünf-Spiele-Sperre mündete. Sein letzter Einsatz fand am 22. August 2009 gegen die Wolverhampton Wanderers statt und endete mit einem 1:0-Sieg. Maßgeblich für das plötzliche Ende war der weitgehende Umbruch, den Manchester City nach dem Eigentümerwechsel eingeleitet hatte und Dunne spielte plötzlich – obwohl viermal Spieler des Jahres und mit über 300 Spielen Leistungsträger im Verein – nach den teuren Einkäufen der Abwehrspieler Kolo Touré und Joleon Lescott keine Rolle mehr in den Planungen von Trainer Mark Hughes.

#### Aston Villa (2009–2013)
Kurze Zeit später vermeldete Martin O’Neill von Aston Villa den Wechsel von Richard Dunne für eine Ablösesumme von fünf Millionen Pfund und eine Vertragslaufzeit von vier Jahren. An der Seite seiner neuen Abwehrkollegen James Collins, Carlos Cuéllar und Stephen Warnock blieb er beim Debüt gegen Birmingham City (1:0) ohne Gegentor und am 5. Oktober 2009 folgte ausgerechnet Ex-Klub Manchester City sein erstes Tor für die „Villans“. Insgesamt verlief die erste Saison in neuer Umgebung sehr erfolgreich, und am Ende wählten ihn die Spielerkollegen der Premier League in die Mannschaft der Saison („PFA Team of the Year“). Erstmals in seiner Profikarriere erreichte er zudem im Seniorenbereich ein Pokalendspiel, verlor dieses Ligapokalfinale aber gegen Manchester United mit 1:2.

#### Queens Park Rangers
2013 wechselte er zu den Queens Park Rangers und beendete seine Profilaufbahn 2015.
Er hält den Eigentor-Rekord der Premier League mit zehn Treffern ins eigene Netz.

### Irische Nationalmannschaft
Bereits in jungen Jahren war Dunne äußerst aktiv für die irischen Auswahlmannschaften tätig und neben seinem Debüt in der B-Nationalmannschaft gewann er mit der U-18-Auswahl in Zypern überraschend die Europameisterschaft. Auch für die Junioren-Weltmeisterschaft 1999 in Nigeria war er vorgesehen, musste seine Teilnahme aber wegen Oberschenkelproblemen schließlich absagen. Es folgten vier Auftritte für die U-21-Auswahl und am 26. April 2000 debütierte er gegen Griechenland für die A-Nationalmannschaft. Beim dritten Länderspiel schoss er am 4. Juni 2000 gegen Mexiko (2:2) sein erstes Tor für Irland.
Während der erfolgreichen Qualifikation für die WM 2002 in Japan und Südkorea ließ ihn Trainer Mick McCarthy schließlich in wichtigen Spielen wie gegen die Niederlande und Portugal antreten. Da jedoch in letzter Konsequenz Steve Staunton und Gary Breen in der Innenverteidigung den Vorzug erhielten, blieb Dunne beim Turnier selbst – obwohl Teil des Kaders – unberücksichtigt. Auch im Anschluss an die Weltmeisterschaft blieben Dunnes Perspektiven noch verhalten, denn der neue Trainer Brian Kerr bevorzugte den aufstrebenden John O’Shea sowie Kenny Cunningham in den Qualifikationspartien zur Euro 2004 in Portugal, die letztlich verpasst wurde. Erst ab den letzten drei Pflichtspielen vor der WM 2006 in Deutschland war Dunne regelmäßig dabei, darunter bei einer nahezu vorentscheidenden 0:1-Heimniederlage gegen Frankreich.
Erst der Trainerwechsel hin zu Ex-Mannschaftskollege Steve Staunton brachte in den Qualifikationsspielen für die Euro 2008 in der Schweiz und Österreich den ersehnten Stammplatz. Dort verpasste Dunne nur drei von zwölf Partien; sportlich lief es aber weiter enttäuschend, denn nach frühen Niederlagen gegen Deutschland und insbesondere nach der 2:5-Pleite gegen Zypern – inklusive roter Karte für Dunne – geriet die Mannschaft früh ins Hintertreffen. Erst unter Stauntons Nachfolger Giovanni Trapattoni erschien eine Endrundenteilnahme für die WM 2010 in Südafrika wieder in Reichweite. Dunne, der sich mittlerweile zum besten irischen Verteidiger entwickelt hatte, absolvierte alle zehn Qualifikationsspiele, erreichte den zweiten Rang und verlor dann unter unglücklichen Umständen in den Play-off-Spielen gegen Frankreich.
Anschließend glückte noch die Qualifikation für die Europameisterschaft 2012 in Polen und der Ukraine, bei der Richard Dunne in allen drei Gruppenspielen für Irland in der Startelf stand. Irland verlor allerdings alle drei Gruppenspiele und schied direkt aus.

## Titel/Auszeichnungen
- PFA Team of the Year: 2010
- U-18-Europameisterschaft: 1998
- FA Youth Cup: 1998